# Band ohne Namen
Die Band ohne Namen (kurz: BON) war eine deutsche Pop-Band aus Berlin. Gegründet wurde sie im Jahr 1995 unter dem Namen Die Allianz von Guy Gross und Claus Capek.

## Bandgeschichte
Guy Gross (* 7. Januar 1977) und Claus Capek (* 22. November 1976) wurden in Berlin geboren. Beide verließen in jungen Jahren die Stadt; Gross ging nach Oglesby, Illinois (USA), und Capek nach Mahlow in Brandenburg.
Beide kamen nach einigen Jahren zurück nach Berlin. Im Alter von 18 Jahren bekamen beide den Auftrag, an der Produktion eines Präsentationsvideos über Berlin mitzuwirken. Schnell merkten sie, dass sie auf einer Wellenlänge lagen, und beschlossen, zusammen Musik zu machen.
Erste Tracks wurden in Capeks „Mini-Homerecording-Studio“ in der elterlichen Wohnung aufgenommen. Danach wurden die Demo-Tapes verschickt.
Mit Hilfe von Capeks Studienkollegen der Musikhochschule Berlin wurde eine Live-Band zusammengestellt. Einige Preise wurden gewonnen: EVP Band Award (1997), Rio-Reiser-Preis (1997) und Rockwettbewerb Brandenburg (1997). Mittlerweile kann die Band ohne Namen auf zwei erfolgreiche Alben und Goldauszeichnungen (unter anderem zwei Goldene Stimmgabeln, eine goldene Single) im In- und Ausland zurückblicken.
Der Bandname lautete zuvor „Die Allianz“. Dagegen klagte jedoch die Versicherungsgesellschaft Allianz und bekam Recht. Dadurch verlor die Band ihren Namen. Der Musiksender VIVA war unterdessen dazu übergegangen, bei Musikvideos der Gruppe nur noch „Band ohne Namen“ zu schreiben. Diese Bezeichnung gefiel den Fans und der Gruppe so gut, dass sie sich bald auch offiziell „Band ohne Namen“ nannten.
2003 kam das Aus für die Band. Die beiden trennten sich von ihrem Label und arbeiteten an Soloprojekten. Claus Capek ist als Produzent tätig und hat mit MCR sein eigenes Plattenlabel. Außerdem gründete er 2010 zusammen mit dem Rapper Sera Finale das Band-Duo Keule. Die erste Veröffentlichung der Band war die EP Ich hab dich gestern Nacht auf Youporn gesehen.
Guy Gross veröffentlichte zwei Platten, die jedoch keinen Erfolg hatten. Er hat promoviert und ist Rechtsanwalt mit Schwerpunkt auf Musik-, Film-, Urheber- und Lizenzrecht.

## Diskografie

### Studioalben
| Jahr | Titel             | Höchstplatzierung, Gesamtwochen, AuszeichnungChartplatzierungen (Jahr, Titel, Platzierungen, Wochen, Auszeichnungen, Anmerkungen) | Höchstplatzierung, Gesamtwochen, AuszeichnungChartplatzierungen (Jahr, Titel, Platzierungen, Wochen, Auszeichnungen, Anmerkungen) | Anmerkungen                            |
| Jahr | Titel             | DE | CH | Anmerkungen                            |
| ---- | ----------------- | --- | --- | -------------------------------------- |
| 2000 | No. 1             | DE31 (24 Wo.)DE | CH60 (15 Wo.)CH | Erstveröffentlichung: 6. März 2000     |
| 2000 | B.O.N. in the USA | — | — | Erstveröffentlichung: 6. November 2000 |
| 2002 | See My Life       | DE17 (12 Wo.)DE | — | Erstveröffentlichung: 21. Mai 2002     |

### Singles
| Jahr | Titel Album                    | Höchstplatzierung, Gesamtwochen, AuszeichnungChartplatzierungen (Jahr, Titel, Album, Platzierungen, Wochen, Auszeichnungen, Anmerkungen) | Höchstplatzierung, Gesamtwochen, AuszeichnungChartplatzierungen (Jahr, Titel, Album, Platzierungen, Wochen, Auszeichnungen, Anmerkungen) | Höchstplatzierung, Gesamtwochen, AuszeichnungChartplatzierungen (Jahr, Titel, Album, Platzierungen, Wochen, Auszeichnungen, Anmerkungen) | Höchstplatzierung, Gesamtwochen, AuszeichnungChartplatzierungen (Jahr, Titel, Album, Platzierungen, Wochen, Auszeichnungen, Anmerkungen) | Anmerkungen                                     |
| Jahr | Titel Album                    | DE | AT | CH | UK | Anmerkungen                                     |
| ---- | ------------------------------ | --- | --- | --- | --- | ----------------------------------------------- |
| 1999 | Knockin’ No. 1                 | DE71 (4 Wo.)DE | — | — | — | Erstveröffentlichung: 6. Juli 1999              |
| 1999 | Boys No. 1 / B.O.N. in the USA | DE14 (17 Wo.)DE | — | CH21 (10 Wo.)CH | UK15 (8 Wo.)UK | Erstveröffentlichung: 18. Oktober 1999          |
| 2000 | Sex Control No. 1              | DE34 (7 Wo.)DE | — | CH53 (6 Wo.)CH | — | Erstveröffentlichung: 7. Februar 2000           |
| 2000 | Take My Heart No. 1            | DE7 Gold · (20 Wo.)DE | AT15 (13 Wo.)AT | CH12 (21 Wo.)CH | — | Erstveröffentlichung: 25. April 2000            |
| 2000 | Nobody No. 1                   | DE65 (4 Wo.)DE | — | — | — | Erstveröffentlichung: 23. Oktober 2000          |
| 2001 | Slipping into You See my Life  | DE21 (13 Wo.)DE | — | — | — | Erstveröffentlichung: 10. September 2001        |
| 2002 | Missing You See my Life        | DE21 (10 Wo.)DE | — | CH81 (3 Wo.)CH | — | Erstveröffentlichung: 22. April 2002            |
| 2002 | Girl 4 a Day See my Life       | DE16 (11 Wo.)DE | — | — | — | Erstveröffentlichung: 19. August 2002 vs. Milka |
| 2002 | Free as a Bird See my Life     | DE64 (5 Wo.)DE | — | — | — | Erstveröffentlichung: 25. November 2002         |